# Antiracotis sinuosa
Antiracotis sinuosa är en fjärilsart som beskrevs av W. Warren 1894. Antiracotis sinuosa ingår i släktet Antiracotis och familjen mätare. Inga underarter finns listade i Catalogue of Life.